# Crambus lathoniellus
Crambus lathoniellus ist ein (Klein-) Schmetterling aus der Familie der Crambidae.

## Merkmale
Die Falter haben eine Flügelspannweite von 18 bis 22 mm, selten auch bis 24 mm (bzw. eine Vorderflügellänge von 9 bis 10 mm). Die Vorderflügeloberseiten des Männchens sind weißlich oder gelblichweiß (forma egregiellus Rebel, 1915) ockerfarben bis graubraun (forma obscurellus Mann, 1871). Die hellen Formen haben oft eine graubraune Farbeinmischung. Die Weibchen sind im Durchschnitt noch etwas heller. Von der Flügelbasis geht ein weißer Längsstreifen auf, der zugespitzt an einer schräg verlaufenden dunklen Linie endet. In manchen Exemplaren ist in Fortsetzung und bis zur submarginalen Linie ein weißer Fleck ausgebildet. Der Längsstreifen weist hinter der Mitte (von der Basis aus gesehen), näher zur submarginalen Linie einen nach außen und zum Innenrand gerichteten "Zahn" auf. Die submarginale Querlinie ist heller als die Grundfarbe und innen dunkel gesäumt. Entlang dem Kostalrand verläuft von der Flügelbasis ausgehend ein weiterer heller Längsstrich, der jedoch vor der Flügelmitte endet. Der Saum ist zum Vorderrand hin als Linie ausgebildet, zum Innenrand hin als Pfeilflecke. Die Hinterflügel sind braungrau.
Die Raupen sind schmutzigbraun gefärbt. Der Kopf ist hellbraun, der Nackenschild ist hell gelblich oder auch graubraun.

### Ähnliche Arten
Eine ganze Reihe von Arten ähneln Crambus lathoniellus. Sehr ähnlich ist Crambus pratellus (Linnaeus, 1758); diese Art ist etwas größer, hat etwas schmalere Flügel und den stumpferen Apex.

## Geographische Verbreitung und Lebensraum
Die Art ist weitverbreitet in Europa. In Südeuropa (Iberische Halbinsel, Apennin-Halbinsel, Griechenland) ist sie selten und fehlt auf den meisten Mittelmeerinseln. In Nordeuropa reicht das Verbreitungsgebiet bis an den Polarkreis heran. Im Osten zieht es sich über Sibirien bis zum Russischen Fernen Osten und Sachalin.
Sie kommt in offenen feuchten oder trockenen Graslandschaften vor.

## Lebensweise
Crambus lathoniellus bildet eine Generation im Jahr, deren Falter von Mai bis August fliegen. Sie gehört damit zu den am frühesten im Jahr fliegenden Crambiden. Die Falter sind nachtaktiv. Während des Tages ruhen die Falter in der Vegetation, wo sie aber sehr leicht aufgescheucht werden können. Die Flügel sind typischerweise etwas eingerollt, d. h., dass nie alle Zeichnungselemente der Vorderflügel zu sehen sind. Die Raupen leben in Gespinströhren nahe dem Erdboden und fressen an Gräsern, hauptsächlich an Rasen-Schmiele (Deschampsia cespitosa) und Haferschmielen (Aira). Die Raupen überwintern und verpuppen sich im Frühjahr.

## Systematik und Taxonomie
Das Taxon wurde ursprünglich bereits 1813 von Jacob Hübner als Tinea nemorella erstmals wissenschaftlich beschrieben. Der Name Tinea nemorella ist durch Tinea nemorella Thunberg, 1788 bereits für eine andere Art vergeben worden. Tinea nemorella Hübner, 1813 ist deshalb ungültig und musste durch das nächst jüngere Synonym ersetzt werden. Dies ist Chilo lathoniellus Zincken, 1817. Die Art findet sich in der älteren Literatur häufig unter dem Namen Crambus pratellus. Dies ist jedoch nicht korrekt, da Crambus pratellus eine andere Art bezeichnet.
Derzeit werden zwei Unterarten unterschieden, die Nominatunterart
- Crambus lathoniellus lathoniellus und
- Crambus lathoniellus alfacarensis Staudinger, 1859, diese Unterart ist im Durchschnitt heller und kommt nur Spanien vor.

## Belege